# Sementes de Violência
Blackboard Jungle (bra/prt: Sementes de Violência) é um filme estadunidense de 1955, do gênero drama, dirigido e roteirizado por Richard Brooks.

## Sinopse
Richard Dadier é o novo professor da escola secundária de North Manual, num bairro degradado da cidade: tensões raciais, violência, gangs e apatia são uma constante. O honesto professor quer ajudar a mudar o seu pequeno canto do mundo. Alguns acham que a sua causa é uma causa perdida.

## Elenco
- Glenn Ford ....... Richard Dadier
- Anne Francis ....... Anne Dadier
- Louis Calhern ....... Jim Murdock
- Margaret Hayes ....... Lois Judby Hammond
- John Hoyt ....... Mr. Warneke
- Richard Kiley ....... Joshua Y. Edwards
- Emile Meyer ....... Mr. Halloran
- Warner Anderson ....... Dr. Bradley
- Basil Ruysdael ....... Professor A.R. Kraal
- Sidney Poitier .......  Gregory W. Miller
- Vic Morrow ....... Artie West
- Dan Terranova ....... Belazi
- Rafael Campos .......  Pete V. Morales
- Paul Mazursky ....... Emmanuel Stoker
- Horace McMahon ....... Detetive